# Калярты
Калярты (также Калярды) — исчезнувший населённый пункт в Тулунском районе Иркутской области. Входил в состав Кирейского муниципального образования. 

## География
Располагался примерно в 72 км от райцентра.

## История
Населённый пункт Калярды был основан в 1910 году. Большинство жителей были украинцами. 
Согласно переписи населения 1926 года в населённом 
пункте насчитывалось 28 хозяйств, проживали 140 человек (69 мужчин и 71 женщина). На топографической карте Генштаба СССР 1984 года данный 
населённый пункт не указан, на карте 1985 года посёлок Калярты отмечен 
как нежилой.